# Igor Merino
Igor Merino Cortazar (Valmaseda, 16 de octubre de 1990) es un ciclista profesional español.
Es el hermano mayor de la también ciclista profesional Eider Merino.

## Trayectoria
Desde bien pequeño mostró mucho interés por la bicicleta, y es a la edad de 8 años cuando empieza a competir en escuelas en la categoría de principiantes en la Sociedad Ciclista Balmasedana, asociación que le ha visto crecer como persona y como deportista.
Tras su paso por las diferentes categorías (Pan Menesa-Fonara-A.D. Enkarterri, Koplad Uni2 y Naturgas cosechando importantes victorias, da el salto a profesionales en 2012 de la mano del Orbea Continental.
En 2013 militó en el Euskadi, afianzando su progresión dentro de la categoría; y destacando en varias fugas a lo largo de toda la temporada: 1.ª etapa Vuelta a Castilla y León; Campeonato de España en Ruta; Gran Premio Miguel Induráin; Clásica de Ordizia; y en la etapa reina de la Vuelta a Burgos con final en el alto de las Lagunas de Neila.
En 2014 abandonó la estructura de la Fundación Euskadi donde estuvo los últimos 3 años, fichando por el Burgos-BH.
En julio de 2018 fue sancionado provisionalmente por la UCI al dar positivo por una hormona del crecimiento en un control antidopaje realizado el 13 de junio de ese mismo año. Finalmente fue sancionado con cuatro años de suspensión.
También practicó ciclocrós de forma ocasional durante la temporada invernal.

## Palmarés
No ha conseguido victoria como profesional.

## Equipos
- Orbea Continental/Euskadi (2012-2013)
  - Orbea Continental (2012)
  - Euskadi (2013)
- Burgos-BH (2014-2018)